# Contradictio in adiecto
Contradictio in adjecto (más correctamente, contradicto in adiecto) voz latina traducible como contradicción en el adjetivo, se refiere a aquellos casos en los que en una frase se verifica una contradicción entre el sustantivo y el adjetivo que lo complementa. Es técnicamente un tipo específico de oxímoron.
Un ejemplo de contradictio in adjecto sería el sintagma "triángulo redondo". Se observa en efecto una contradicción semántica entre el sustantivo "triángulo" y el adjetivo "redondo", pues este último hace referencia a una característica contraria a las implicadas por el sustantivo.